# 有線廣播電視數位化實驗區行政計畫
《有線廣播電視數位化實驗區行政計畫》是中華民國國家通訊傳播委員會為配合行政院推動無線電視全面數位化暨收回類比電視頻道時程，引導目前高普及率之有線電視產業持續邁向數位化發展，於2010年2月公告、並於同年7月30日公告修正的行政計畫，用以鼓勵有線電視系統業者提出申請建置有線廣播電視數位化實驗區。

## 推動過程
該行政計畫主要內容如下：
(一)頭端數位化及網路升級策略。
(二)數位機上盒策略。
(三)類比/數位轉換期間做法。
(四)數位化基本頻道費率及審核等相關規劃項目。
現行該會已同意北港有線電視、佳聯有線電視之申請辦理。藉由推動本行政計畫於逐步推廣數位服務之過程，瞭解訂戶之接受程度及據以提升服務品質參考，進而使產業邁向數位寬頻匯流方向發展。
另查《有線廣播電視法》第21條第2項規定：「前項全國總訂戶數、同一行政區域系統經營者總家數及全國系統經營者總家數由中央主管機關公告之。」同法第51條第4項規定：「系統經營者應於每年1月、4月、7月及10月，向中央主管機關申報前3個月訂戶數。」1996年11月19日新修正之有線廣播電視法施行細則第13條第2項規定：「中央主管機關應於每年2月及8月底前，公告本法第21條第1項全國總訂戶數、同一行政區域系統經營者總家數及全國系統經營者總家數。」爰此，依據國家通訊傳播委員會公布至1999年6月底之統計數字，全國計有60家系統經營者及3家有線播送系統，其數位化執行普及率為6.33％。

## 相關連結
- 國家通訊傳播委員會公布資料 （页面存档备份，存于）